# أقلية

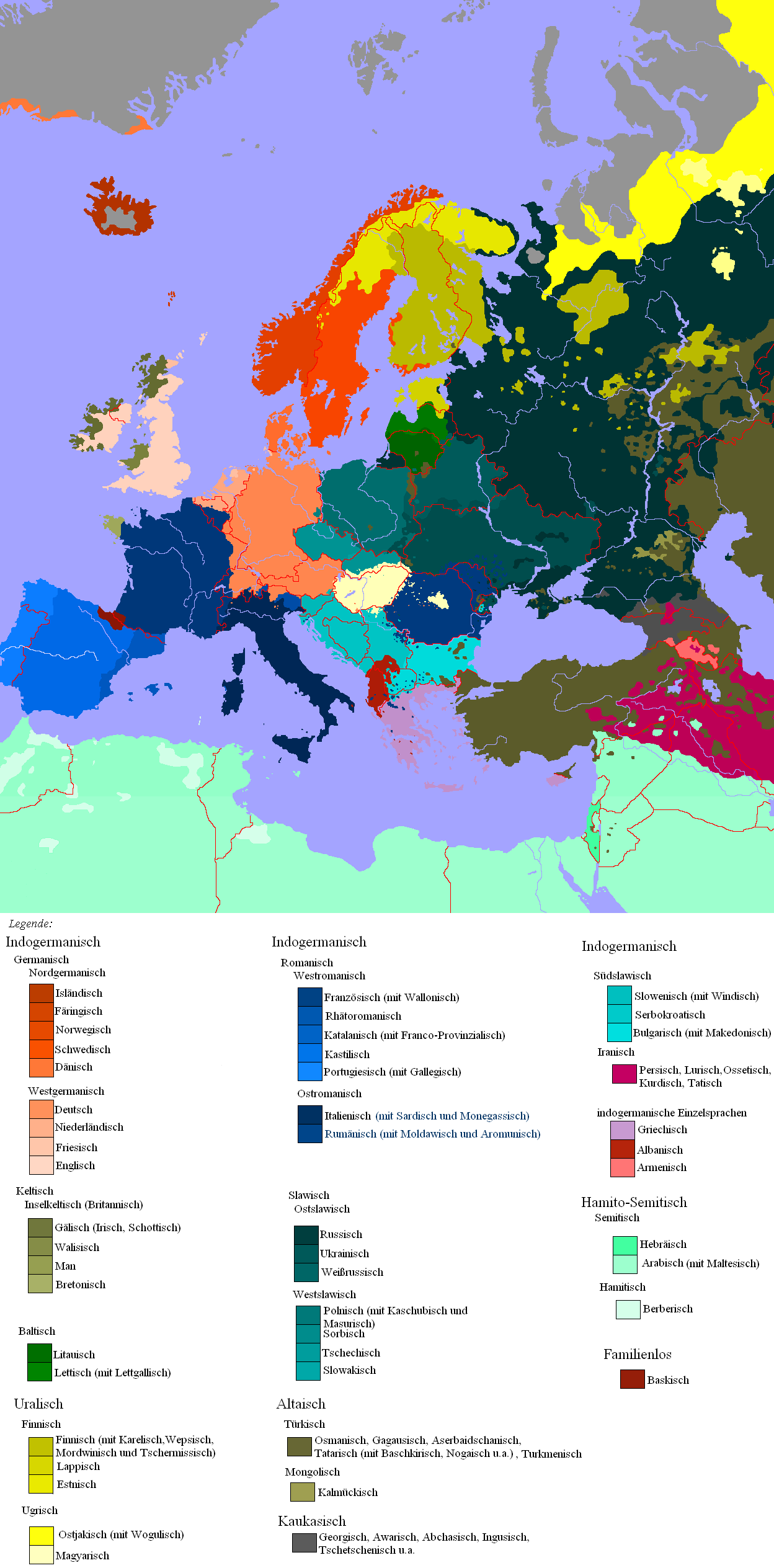

الأقلية مجموعة تضم أقل من نصف مجموع أعضاء مجموعة أكبر منها. وفي التصويت تكون الأقلية هي المصوتون أو الأصوات التي تكون أقل من 50% من الأصوات التي يدلى بها. وفي المجتمع يصف المصطلح مجموعة عرقية أو إقليمية أو دينية أو غيرها تمتلك هوية مميزة، ويتفوق عليها كثيرا في العدد بقية السكان. هي جماعة فرعية تعيش بين جماعة أكبر، وتكون مجتمعاً تربطه ملامح تميزه عن المحيط الاجتماعي حوله، وتعتبر نفسها مجتمعاً يعاني من تسلط مجموعة تتمتع بمنزلة اجتماعية أعلى وامتيازات أعظم تهدف إلى حرمان الأقلية من ممارسة كاملة لمختلف صنوف الأنشطة الاجتماعية أو الاقتصادية أو السياسية، بل تجعل لهم دوراً محدوداً في مجتمع الأغلبية، وتختلف الأقليات من حيث العدد والمنزلة الاجتماعية، ومدى تأثيرها في مجتمع الأكثرية. ومهما كانت هذه المنزلة، فإن مجتمع الأكثرية ينظر إليهم على أنهم غرباء عنه، أو شائبة تشكل عضو شاذ في كيانه. وقد بلغ الأمر إلى حد العزل الكلي لجماعات الأقلية، حيث نجد أن لجماعات الأقلية أحياءً خاصة بهم بل ومؤسسات خدمية مختلفة كما في جنوب أفريقيا.
ومحور قضية الأقلية بني على صفات خاصة نتج عنها عدم التفاعل الاجتماعي مع مجتمع الأكثرية. وهذه الصفات قد تكون عرقية، وهي سمات واضحة في مجتمع جنوب أفريقيا والأمريكتين، أو تكون لغوية مثل جماعات الوالون في بلجيكا، أوتبني على فوارق ثقافية كحال جماعات اللاب في إسكندنافية. و أبرزها هذه السمات الملمح الديني، وهذا شأن الأقليات المسلمة في بعض أنحاء العالم وبصفة خاصة في شعوب جنوب شرقي آسيا، فالأقليات المسلمة تنتمي إلى أصول عرقية واحدة تربطها بالأغلبية، لكن التفرقة هنا تأتت من الفوارق الدينية، والقضية هنا عقائدية.

## مصطلح الأقلية ومصطلح الجالية
قد يطلق مصطلح الأقلية على الجالية و العكس أيضاً ، و يقصد بها " مجموعة بشرية تعيش بين مجموعة بشرية أكثر عدداً ، وتختلف عنها في خاصية من الخاصيات ، تصبح نتيجتها تعامل معاملة مختلفة عن معاملة الأكثرية " ، ويرى بعض الباحثين أن كلا المصطلحين (الأقلية) و (الجالية) مستخدم ، وأن لكل مصطلح بعض الإيجابيات ، فكلمة الجالية أنسب حيث لا توحي بالقلة ، وهي مستخدمة بكثرة في اللغة الإنجليزية و الاسبانية ، ولا يُفهم منها أن (الجالية) غير باقية في المجتمع ، وأنها ليست من مكوناته . أما كلمة (أقلية) مع كونها توحي بالقلة إلا أن الكتّاب العرب يفضلونها بوصفها جزءاً رئيساً من مكونات المجتمع.